# Abdullah Abdullah

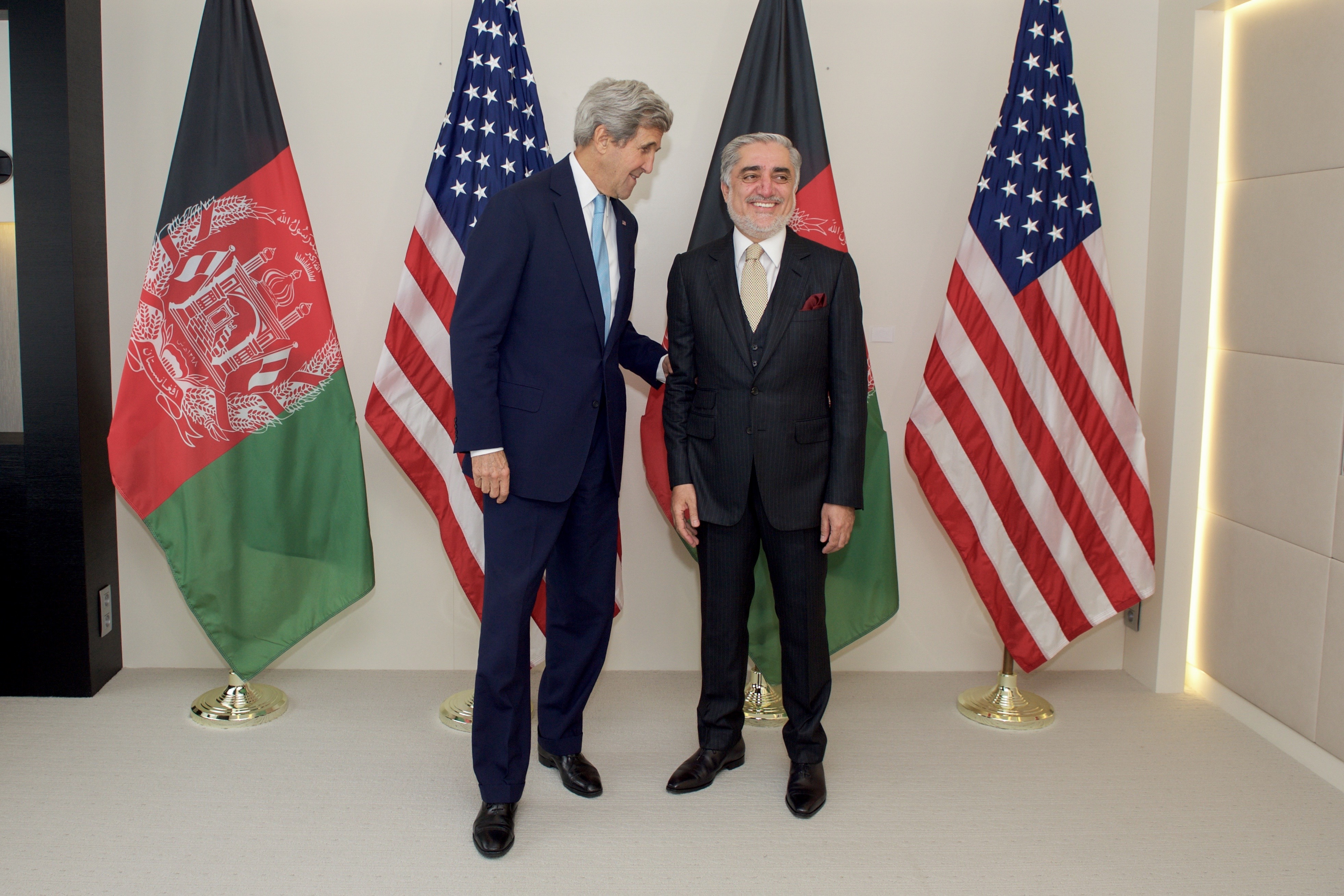
Abdullah Abdullah i John Kerry (2016)

Abdullah Abdullah (paszto ‏عبدالله عبدالله‎; ur. 5 września 1960 w Kabulu) – afgański lekarz i polityk, w latach 2001–2006 minister spraw zagranicznych Afganistanu, w latach 2014–2020 premier Afganistanu. Od 2010 przewodniczący Narodowej Koalicji Afganistanu.

## Życiorys
Abdullah Abdullah urodził się w 1960 roku w Kabulu w muzułmańskiej rodzinie pasztuńsko-tadżyckiej. Jego ojciec, Ghulam Muhayuddine Khan, pochodził z prowincji Kandahar i był senatorem w czasach afgańskiej monarchii. Abdullah ukończył szkołę podstawową Ghazi Mohammad Ayub Khan School, a w 1976 roku szkołę średnią Naderia High School.
Od roku 1977 studiował okulistykę na Wydziale Medycyny Uniwersytetu w Kabulu, na którym w 1983 roku zdobył stopień magistra. Po studiach do roku 1984 pracował jako okulista w szpitalu Noor Eye Hospital w Kabulu. Następnie, w czasie wojny w Afganistanie, wyjechał do Pakistanu, gdzie rozpoczął pracę w szpitalu Sayed Jamal-U-Din Hospital, opiekując się rodzinami uchodźców afgańskich. Dołączył również do Afgańskich Bojowników o Wolność, grupy antysowieckiego ruchu oporu, będąc odpowiedzialnym za sprawy opieki zdrowotnej.
Po powrocie do Afganistanu przystąpił do mudżahedinów z prowincji Pandższer walczących z wojskami radzieckimi i w 1986 roku został doradcą Ahmada Szaha Masuda, jednego z ich przywódców.
W latach 1992–1996 pełnił funkcję rzecznika ministerstwa obrony Afganistanu. Po zdobyciu władzy przez talibów w 1997 roku został wiceministrem, a rok później ministrem spraw zagranicznych Sojuszu Północnego, walczącego w kraju z talibami. Po zabójstwie Masuda w roku 2001, został jednym z trzech głównych liderów Sojuszu. 22 grudnia 2001 objął funkcję ministra spraw zagranicznych w administracji Hamida Karzaja. Sprawował ją do 22 marca 2006.
6 maja 2009 Abdullah Abdullah zarejestrował się jako niezależny kandydat w wyborach prezydenckich zaplanowanych na 20 sierpnia 2009.
Był kandydatem w wyborach prezydenckich, które odbyły się 5 kwietnia i 14 czerwca 2014. W pierwszej turze zwycięstwo odniósł Abdullah. Oskarżenia o oszustwa wyborcze po przeprowadzeniu drugiej tury spowodowały paromiesięczny spór pomiędzy jej uczestnikami – Abdullahem oraz byłym ministrem finansów Aszrafem Ghanim. 21 września 2014 dwaj kontrkandydaci podpisali porozumienie, na podstawie którego zwycięzcą wyborów ogłoszono Ghaniego, Abdullah Abdullah miał objąć przywrócone po 13 latach stanowisko premiera. W ceremonii podpisania paktu uczestniczył odchodzący po 13 latach prezydent Hamid Karzaj. Nowy prezydent objął urząd 29 września 2014, tego samego dnia powołano nowy rząd.